# Valencia (genre)
Cyprinodontes
Pour les articles homonymes, voir Valencia.
Famille
Genre
Valencia est un genre de poissons osseux de la famille monotypique Valenciidae.

## Liste d'espèces
Selon Fishbase (27 avril 2015) et selon ITIS (23 septembre 2012) :
- Valencia hispanica (Valenciennes in Cuvier & Valenciennes, 1846)
- Valencia letourneuxi (Sauvage, 1880)